# Сосновый (Красноярский край)
Сосновый — упразднённый посёлок, входивщий в состав Апано-Ключинского сельсовета Абанского района Красноярского края. Упразднён в 2025 году.

## История
В 1968 году указом президиума ВС РСФСР поселок 94 квартала переименован в Сосновый.

## Население
| 1989 | 2002 | 2010 |
| ---- | ---- | ---- |
| 46   | ↘4   | ↘0   |